# 紀言愷
紀言愷（1985年11月5日—），本名簡孝儒，藝名JR，臺灣男藝人。曾是台灣偶像團體K ONE成員。

## 音樂作品
- 2003年10月《We R K one》
- 2004年5月《紫禁之巔》電視原聲帶
- 2005年3月《愛的奇蹟》—喬傑立巨星最紅偶像劇精選
- 2005年5月《勇敢去愛》
- 2006年1月《愛的奇蹟2－跳舞吧J-Star!》
- 2006年10月20日《愛的故事-羅密歐&茱麗葉》
- 2007年10月19日 2007珍藏影音精選集《美好·紀念日》
- 2007年11月 王道（2007世界盃棒球賽珍藏版）
- 2015年6月《愛上遊樂》EP (與阿喜 林育品)
- 2016年6月《你的擁抱》EP (與阿喜 林育品)
- 2016年12月《煙火燦爛我愛你》個人單曲
- 2018年8月《樂獄》擔綱演出之電影《樂獄》主題單曲

## VCD&DVD
- 2005年 喬傑立家族—愛在新光演唱會

## 演唱會
- 2003年11月 K ONE出道演唱會
- 2004年8月 龍 亞洲巡迴演唱會
- 2004年12月 喬傑立家族—愛在新光演唱會
- 2005年4月 大甲鎮瀾宮演唱會
- 2005年5月 南投花卉嘉年華
- 2015年7月 花蓮夏戀嘉年華演唱會
- 2015年12月 2016南投跨年演唱會，2016彰化跨年演唱會
- 2016年2月 桃園燈會演唱會
- 2016年7月 花蓮夏戀嘉年華演唱會
- 2016年12月 『發現LIVE音樂現場 JR紀言愷 煙火燦爛我愛你 勳風K歌棒演唱會』
- 2016年12月 2017台中跨年晚會、2017高雄跨年演唱會
- 2017年7月 花蓮夏戀嘉年華演唱會
- 2017年9月 體表會小巨蛋演唱會
- 2017年12月 2018台中跨年演唱會
- 2019年12月 2020台中跨年演唱會

## 舞台劇
- 2018年1月 偷心情歌歌舞劇
- 2022年4月29日 婚內失戀

## 電視劇
| 年份   | 劇名                    | 飾演          |
| 2004年 | 紫禁之巔                | 晴天          |
| 2005年 | 大熊醫師家              | 阿健          |
| 2011年 | 珍愛林北                | 連晨熙        |
| 2013年 | 惡男日記                | 毛逸臣        |
| 2014年 | 喜歡·一個人             | 卜大衛 (客串) |
| 2015年 | 莫非，這就是愛情        | 林少強        |
| 2016年 | 後菜鳥的燦爛時代        | 沈佑睿        |
| 2017年 | 真情之家                | 項一陽        |
| 2019年 | 濟公伏魔錄之永州城奇譚  | 濟公          |
| 2019年 | 鑑識英雄II 正義之戰     | 卓立航        |
| 2019年 | 美味滿閣                | 王子文        |
| 2020年 | 不讀書俱樂部            | 海敏浩        |
| 2020年 | 廢財闖天關              | 陳文良 (客串) |
| 2021年 | 廢財闖天關2             | 陳文良 (客串) |
| 2021年 | 機智校園生活            | 紀旭誠        |
| 2022年 | 機智校園生活-青春萬歲   | 紀旭誠        |
| 2022年 | 機智校園生活-必勝高三生 | 紀旭誠        |
| 2022年 | 機智校園生活-青春向前衝 | 紀旭誠        |
| 2023年 | 加油喜事-守住愛情       | 李奧          |

## 電影
- 2006年 《打獵季節》 (愛鹿特)配音
- 2009年 緯來電影台自製電視電影《風林火山》（飾-阿德）
- 2018年 《紅樓夢》（飾-Sean）
- 2019年 《樂獄》（飾-高少凡）

### 微電影
| 年份   | 片名           | 飾演 |
| ------ | -------------- | ---- |
| 2021年 | 《日常記住你》 |      |

## 音樂錄影帶(MV)
- 七朵花《誰最漂亮》
- 許嘉凌《想你日記》
- 鍾舒祺《Wanna Want You》
- 劉景莊（Julie）《觀察者》&《夜燈》
- 阿喜《愛上遊樂》
- 阿喜 《你的擁抱》

## 節目主持
- 2004年 台視《綜藝大喝采》
- 2005年 三立都會台《誰最帶種》
- 2005年 MTV《瘋狂Lucky9》
- 2005年 東風《明星隨身碟》
- 2006年 三立都會台《完全娛樂》
- 2007年 華視《快樂有go正》
- 2007年 民視《成名一瞬間》
- 2007年 民視《成名一瞬間之超級童盟會》（9月15日）
- 2010年 中視《金曲超級星之愛秀大明星》（9月5日）
- 2010年 緯來綜合台《打擊出去》（11月9日~2011年5月24日）
- 2011年 中視 《台灣保庇》（4月16日~2012年1月28日）
- 2011年 交通部觀光局《旅行台灣》第一季
- 2011年 緯來綜合台《天黑請閉眼》代班（4月27日&5月3日&5月9日）
- 2011年 壹電視《蘋果娛樂新聞》（8月29日）
- 2011年 壹電視《蘋果娛樂一週》代班（2011年11月19日&2011年11月26日&2012年2月18日&2012年2月25日&2012年6月16日）
- 2012年 交通部觀光局《旅行台灣》第二季（1月28日）
- 2012年 民視《好膽你就來》（2月25日）
- 2012年 華視《周末快樂頌》（4月14日）
- 2012年 緯來綜合台《就是愛RUN玩》（12月1日）
- 2014年 中視《魔力全開》（9月7日）
- 2014年 三立都會台《綜藝大熱門》代班（9月23日）（9月30日）（10月2日）（10月3日）（10月10日）
- 2014年 緯來綜合台《新電玩快打》代班（12月20日）（12月27日）
- 2015年 三立都會台《愛玩客》代班(4月6日)
- 2020年 華視、東森《極智對決 誰梭了算》搭檔庹宗康、張景嵐、歐漢聲
- 2021年 衛視中文台《一袋女王》外景特派員,棚內助理(11月1日)
- 2024年 TVBS歡樂台《食尚玩家-Hello腹餓代》

大型晚會
| 年份 | 節目                     | 備註       |
| ---- | ------------------------ | ---------- |
| 2014 | 第49屆金鐘獎星光大道     | 搭擋吳怡霈 |
| 2014 | 2014新北市歡樂耶誕城晚會 | 搭擋LULU   |

## 其他獎項
| 年份 | 賽事               | 項目                   | 名次 |
| ---- | ------------------ | ---------------------- | ---- |
| 2025 | 夏季世界壯年運動會 | 籃球 頂級組 男子35+40+ | 亞軍 |

## 書籍
- 2005年《K ONE的天堂與地獄》